# Molophilus sericatus
Molophilus sericatus là một loài ruồi trong họ Limoniidae. Chúng phân bố ở miền Cổ bắc.